# Гатлинберг (Тенеси)
Гатлинберг (енгл. Gatlinburg) град је у америчкој савезној држави Тенеси.

## Демографија
По попису из 2010. године број становника је 3.944, што је 562 (16,6%) становника више него 2000. године.
| Група             | 2000.         | 2010.         |
| Белци             | 3.211 (94,9%) | 3.162 (80,2%) |
| Афроамериканци    | 5 (0,1%)      | 25 (0,6%)     |
| Азијати           | 58 (1,7%)     | 111 (2,8%)    |
| Хиспаноамериканци | 66 (2,0%)     | 593 (15,0%)   |
| Укупно            | 3.382         | 3.944         |